# Элленберг, Джордан
Джордан Стюарт Элленберг (род. 1971 г.) — американский математик, профессор математики в Университете Висконсин-Мэдисон. В студенческие годы дважды становился лучшим участником Студенческой математической олимпиады имени Уильяма Лоуела Патнема.

## Детские годы
Джордан был вундеркиндом и научился читать в возрасте двух лет, просматривая детскую передачу «Улица Сезам». Его мать узнала об этом, когда ехала вместе с ним в машине, и вдруг Джоржан сказал: «На дорожном знаке написано, что чтобы попасть в Бетесда, надо повернуть направо». Во втором классе Элленберг помогал своей няне с ее домашним заданием по математике. В семилетнем возрасте Джордана заприметил Эрик Уолстайн, преподаватель школы Монтгомери-Блэр, который и решил стать для мальчика научным наставником. Уже в восьмом классе Джордан посещал занятия в Мэрилендском университете, а в выпускном классе старшей школы занял второе место в одном из самых престижных научных соревнований США Westinghouse Science Talent Search.

## Популяризация науки
- «The Grasshopper King» (буквальный перевод «Король кузнечиков») вышла в финал литературной премии «Молодые львы» в 2004 году.
- How Not to Be Wrong: The Power of Mathematical Thinking (Penguin, 2014) ISBN 978-1594205224[3][4][5]
  - Русский перевод: Как не ошибаться. Сила математического мышления 2017
- Shape: The Hidden Geometry of Information, Biology, Strategy, Democracy, and Everything Else. Description and Kirkus book review. (Penguin, 2021)  ISBN 9781984879059[6][7]
  - Русский перевод: Джордан Элленберг: «Форма реальности. Скрытая геометрия стратегии, информации, общества, биологии и всего остального» 2023

## Признание
- В 2012 году Элленберг стал действительным членом Американского математического общества.